# Cheles
Cheles (extremadurai nyelven Chelis) település Spanyolországban, Badajoz tartományban. Cheles Alconchel és Alandroal községekkel határos. Lakosainak száma 1177 fő (2024).

## Népesség
A település népessége az utóbbi években az alábbiak szerint változott:
| Lakosok száma | 1323 | 1312 | 1302 | 1287 | 1241 | 1220 | 1227 | 1176 | 1172 | 1177 |
|               | 2001 | 2004 | 2006 | 2009 | 2011 | 2014 | 2016 | 2019 | 2021 | 2024 |